# Форт Мил (Јужна Каролина)
Форт Мил (енгл. Fort Mill) град је у америчкој савезној држави Јужна Каролина.

## Демографија
По попису из 2010. године број становника је 10.811, што је 3.224 (42,5%) становника више него 2000. године.
| Група             | 2000.         | 2010.         |
| Белци             | 6.156 (81,1%) | 8.236 (76,2%) |
| Афроамериканци    | 1.213 (16,0%) | 1.901 (17,6%) |
| Азијати           | 37 (0,5%)     | 136 (1,3%)    |
| Хиспаноамериканци | 99 (1,3%)     | 313 (2,9%)    |
| Укупно            | 7.587         | 10.811        |